# Draft WNBA 2010
Il Draft WNBA 2010 fu il quattordicesimo draft tenuto dalla WNBA. Il 14 dicembre 2009 si svolse un dispersal draft per assegnare le giocatrici delle Sacramento Monarchs, fallite il 20 novembre, mentre l'8 aprile 2010 si svolse il draft vero e proprio.

## Dispersal draft
| Scelta | Giocatrice            | Nazionalità | Nuova squadra            | Vecchia squadra     |
| ------ | --------------------- | ----------- | ------------------------ | ------------------- |
| 1      | Nicole Powell         | Stati Uniti | New York Liberty         | Sacramento Monarchs |
| 2      | Rebekkah Brunson      | Stati Uniti | Minnesota Lynx           | Sacramento Monarchs |
| 3      | DeMya Walker          | Stati Uniti | Connecticut Sun          | Sacramento Monarchs |
| 4      | Courtney Paris        | Stati Uniti | Chicago Sky              | Sacramento Monarchs |
| 5      | Laura Harper          | Stati Uniti | San Antonio Silver Stars | Sacramento Monarchs |
| 6      | Kristin Haynie        | Stati Uniti | Washington Mystics       | Sacramento Monarchs |
| 7      | Scholanda Dorrell     | Stati Uniti | Tulsa Shock              | Sacramento Monarchs |
| 8      | Scelta non effettuata |             | Los Angeles Sparks       | Sacramento Monarchs |
| 9      | Scelta non effettuata |             | Atlanta Dream            | Sacramento Monarchs |
| 10     | Chelsea Newton        | Stati Uniti | Seattle Storm            | Sacramento Monarchs |
| 11     | Scelta non effettuata |             | Indiana Fever            | Sacramento Monarchs |
| 12     | Scelta non effettuata |             | Phoenix Mercury          | Sacramento Monarchs |

## College draft
|  | Giocatrici selezionate per l'all-star game WNBA |

### Primo giro
| Scelta | Giocatrice       | Nazionalità  | Squadra WNBA                                              | College/Squadra di club |
| ------ | ---------------- | ------------ | --------------------------------------------------------- | ----------------------- |
| 1      | Tina Charles     | Stati Uniti  | Connecticut Sun (da New York via Los Angeles e Minnesota) | UConn Huskies           |
| 2      | Monica Wright    | Stati Uniti  | Minnesota Lynx (da Connecticut)                           | Virginia Cavaliers      |
| 3      | Kelsey Griffin   | Stati Uniti  | Minnesota Lynx (ceduta a Connecticut)                     | UNL Cornhuskers         |
| 4      | Epiphanny Prince | Stati Uniti  | Chicago Sky                                               | Rutgers S. Knights      |
| 5      | Jayne Appel      | Stati Uniti  | San Antonio Silver Stars                                  | Stanford Cardinal       |
| 6      | Jacinta Monroe   | Stati Uniti  | Washington Mystics                                        | Fl. State Seminoles     |
| 7      | Danielle McCray  | Stati Uniti  | Connecticut Sun (da Tulsa)                                | Kansas Jayhawks         |
| 8      | Andrea Riley     | Stati Uniti  | Los Angeles Sparks                                        | OSU Cowgirls            |
| 9      | Chanel Mokango   | RD del Congo | Atlanta Dream                                             | MSU Bulldogs            |
| 10     | Alison Lacey     | Australia    | Seattle Storm                                             | Iowa St. Cyclones       |
| 11     | Jené Morris      | Stati Uniti  | Indiana Fever                                             | SDSU Aztecs             |
| 12     | Bianca Thomas    | Stati Uniti  | Los Angeles Sparks (da Phoenix)                           | Ole Miss Rebels         |

### Secondo giro
| Scelta | Giocatrice        | Nazionalità  | Squadra WNBA                      | College/Squadra di club  |
| ------ | ----------------- | ------------ | --------------------------------- | ------------------------ |
| 13     | Kalana Greene     | Stati Uniti  | New York Liberty                  | UConn Huskies            |
| 14     | Jenna Smith       | Stati Uniti  | Washington Mystics (da Minnesota) | Illinois Fighting Illini |
| 15     | Allison Hightower | Stati Uniti  | Connecticut Sun                   | LSU Lady Tigers          |
| 16     | Ashley Houts      | Stati Uniti  | New York Liberty (da Chicago)     | Georgia L. Bulld.        |
| 17     | Alysha Clark      | Stati Uniti  | San Antonio Silver Stars          | M.T. Blue Raiders        |
| 18     | Shanavia Dowdell  | Stati Uniti  | Washington Mystics                | L.T. Lady Techsters      |
| 19     | Amanda Thompson   | Stati Uniti  | Tulsa Shock                       | Oklahoma Sooners         |
| 20     | Angel Robinson    | Stati Uniti  | Los Angeles Sparks                | Georgia L. Bulld.        |
| 21     | Brigitte Ardossi  | Australia    | Atlanta Dream                     | Georgia T. Yel. Jack.    |
| 22     | Tanisha Smith     | Stati Uniti  | Seattle Storm                     | Texas A&M Aggies         |
| 23     | Armelie Lumanu    | RD del Congo | Indiana Fever                     | MSU Bulldogs             |
| 24     | Tyra Grant        | Stati Uniti  | Phoenix Mercury                   | Penn State L. Lions      |

### Terzo giro
| Scelta | Giocatrice         | Nazionalità | Squadra WNBA             | College/Squadra di club |
| ------ | ------------------ | ----------- | ------------------------ | ----------------------- |
| 25     | Cory Montgomery    | Stati Uniti | New York Liberty         | UNL Cornhuskers         |
| 26     | Gabriela Mărginean | Romania     | Minnesota Lynx           | Drexel Dragons          |
| 27     | Jo Leedham         | Regno Unito | Connecticut Sun          | Franklin Pierce Ravens  |
| 28     | Abi Olajuwon       | Stati Uniti | Chicago Sky              | Oklahoma Sooners        |
| 29     | Alexis Rack        | Stati Uniti | San Antonio Silver Stars | MSU Bulldogs            |
| 30     | Alexis Gray-Lawson | Stati Uniti | Washington Mystics       | Calif. G. Bears         |
| 31     | Vivian Frieson     | Stati Uniti | Tulsa Shock              | Gonzaga Bulldogs        |
| 32     | Rashidat Junaid    | Stati Uniti | Los Angeles Sparks       | Rutgers S. Knights      |
| 33     | Brittainey Raven   | Stati Uniti | Atlanta Dream            | Texas Longhorns         |
| 34     | Tijana Krivaćević  | Ungheria    | Seattle Storm            | Sopron                  |
| 35     | Joy Cheek          | Stati Uniti | Indiana Fever            | Duke Blue Devils        |
| 36     | Nyeshia Stevenson  | Stati Uniti | Phoenix Mercury          | Oklahoma Sooners        |